# Crime, société anonyme
Pour les articles homonymes, voir Murder, Inc..
Crime, société anonyme (Murder, Inc.) est un film américain réalisé par Burt Balaban et Stuart Rosenberg, sorti en 1960.

## Synopsis
Dans les années 1930, la Murder Incorporated, menée par Lepke Buchalter est le syndicat du crime de Brooklyn.

## Fiche technique
- Titre : Crime, société anonyme
- Titre original : Murder, Inc.
- Réalisation : Burt Balaban et Stuart Rosenberg
- Scénario : Mel Barr et Irve Tunick d'après le livre de Burton Turkus et Sid Feder
- Photographie : Gayne Rescher
- Montage : Ralph Rosenblum
- Musique : Frank De Vol
- Producteur : Burt Balaban et Laurence Joachim
- Pays d'origine :  États-Unis
- Format : Noir et blanc — 35 mm — 2,35:1 — Son : Mono
- Genre : Drame, biopic film de gangsters
- Durée : 103 minutes
- Date de sortie : 1960
- Affiche : Boris Grinsson (France)

## Distribution
- Stuart Whitman : Joey Collins
- May Britt : Eadie Collins
- Henry Morgan : Burton Turkus
- Peter Falk : Abe « Kid Twist » Reles
- David J. Stewart : Louis « Lepke » Buchalter
- Simon Oakland : le lieutenant-détective William Flaherty Tobin
- Sarah Vaughan : la chanteuse du nightclub
- Morey Amsterdam : Walter Sage
- Eli Mintz : Joe Rosen
- Joseph Bernard (en) : Mendy Weiss
- Warren Finnerty : Bug Workman
- Sylvia Miles : Sadie
- Joseph Campanella : Panto
- Howard I. Smith : Albert Anastasia